# Tomás Batista
Tomás Batista (Luquillo, 7 de diciembre de 1935) es un escultor de Puerto Rico, donde ha creado monumentos famosos.

## Primeros años
Tomás Batista Encarnación nació y creció en Luquillo, una población localizada en la costa noreste de Puerto Rico. Aunque su familia era humilde y la situación económica no era buena, logró finalizar la secundaria. Sus padres se dieron cuenta de su talento que se manifestó muy temprano. Tras finalizar la preparatoria se trasladó a la capital, San Juan, para continuar su formación. Allí encontró y comenzó a trabajar con el artista de origen gallego Ángel Botello (en). 
En 1955, mientras trabajaba con Botello, Batista mostró cualidad naturales para trabajar en el proceso de restauración de maderas y con su maestro aprendió los secretos de la restauración y cómo trabajar el oro y la madera. En 1957, realizó su primer trabajo de arte, una crucifixión.
En 1958, Batista obtuvo una beca y estudió escultura en el Instituto de Cultura de Puerto Rico, bajo la dirección del maestro Compostela, y arte en la Escuela Nacional de Pintura, Escultura y Grabado "La Esmeralda" en México, con una beca Guggenheim (1960); más tarde continuó su especialización en el Instituto de Cultura Hispánica en España. En 1966, fue nombrado director del Departamento de Escultura y Restauración del Instituto de Cultura de Puerto Rico. En 1972, Batista pasó un año en España, donde trabajó en la realización de los bustos de Eugenio María de Hostos y de Ramón Emeterio Betances.
A mediados de los años 1980 trabajó en Bayamón organizando el Museo de Arte Francisco Oller, del que fue director.
Una de sus obras más conocidas es el Monumento al jíbaro puertorriqueño (en. En este conjunto escultórico Batista refleja la humildad y el trabajo duro del típico granjero puertorriqueño y su familia. El monumento, inaugurado en 1976, se encuentra ubicado en la autopista Luis A. Ferré de Cayey (18°4′18″N 66°13′2″O / 18.07167, -66.21722). En Mayagüez, a la entrada del recinto universitario, se alza una estatua de Hostos, obra de 1967;
Entre otras realizaciones de Batista encontramos las esculturas de Julia de Burgos (1981) en Carolina, el cacique Hayuya (1969) en Jayuya y Rafael Hernández en Bayamón entre otras muchas. En 1993, develó el monumento al cacique Loquillo que se encuentra instalado en su ciudad natal, que fue encargado por la Comisión para la Celebración del Quinto Centenario del Descubrimiento de América y Puerto Rico.
El busto en honor a Agustín Stahl se puede ver en la Universidad de Cayey.
Batista es asimismo autor de varias medallas conmemorativas del Instituto de Cultura, así como de la medalla del Quinto Centenario. Es conocido también por su trabajo en la restauración de altares, santos e imágenes religiosas que se encuentran en diferentes iglesias y en museos.

## Premios y reconocimientos
Entre sus muchos premios y reconocimientos está el Segundo Premio para jóvenes artistas latinoamericanos de 1965, esponsorizado por la Esso, por su escultura Caracol. En 1976, fue nombrado "El joven más destacado en Puerto Rico" por la Cámara de Comercio Junior. Batista fue condecorado con la Medalla de la Orden del Quinto Centenario en conmemoración de la llegada de Cristóbal Colón a Puerto Rico (1987).
La ciudad de Bayamón financió el trabajo de Batista con una exposición permanente en el Salón Batista. En 1991, una exposición permnente de su obra fue establecida en su ciudad natal de Luquillo. Trabajos artísticos de Tomás Batista se encuentran en museos de Puerto Rico, Nueva York y Washington D. C., así como en colecciones privadas.